# Хмелёвы
Хмелевы — дворянский род.
Восходит к началу XVII века, записан в VI часть родословной книги Псковской губернии. Есть ещё два рода Хмелёвых, более позднего происхождения.

## Описание герба
В щите, имеющем красное поле, изображён золотой крест и под ним серебряная подкова, шипами обращённая вверх.
Щит увенчан дворянскими шлемом и короной. Нашлемник: Птица. Намёт на щите красный, подложенный золотом. Герб рода Хмелевых внесён в Часть 5 Общего гербовника дворянских родов Всероссийской империи, стр. 80.